# Enea Mattei

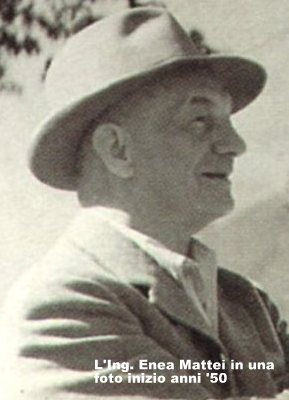
Da Enea Mattei e Morbegno,
di Giulio Perotti (1995).

Enea Mattei (Morbegno, 15 giugno 1887 – Milano, 5 maggio 1955) è stato un imprenditore, ingegnere e filantropo italiano.

## Biografia
Enea Mattei nasce a Morbegno il 15 giugno 1887 dall'impiegato Vittorio e dalla maestra Rosa Ronconi, di modesta famiglia oriunda di Campoerbolo, contrada alle porte della Valle di Albaredo. Il padre, nato anch'egli a Morbegno nel 1861, lavora nell'amministrazione comunale con il ruolo di messo comunale.

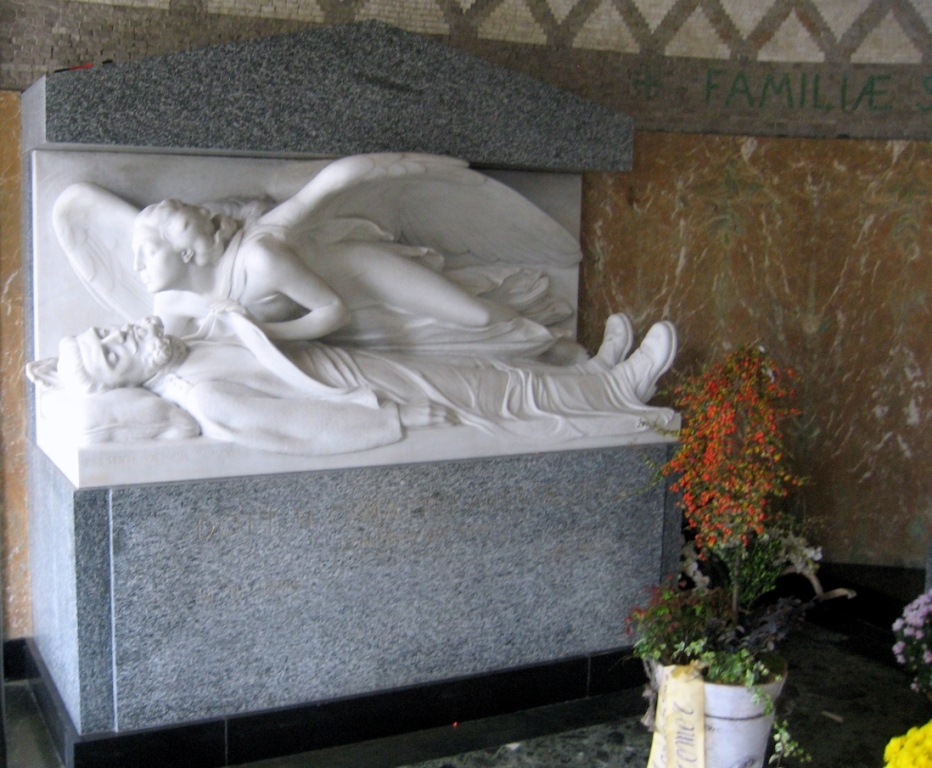
Cappella Mattei nel cimitero di Morbegno: gruppo marmoreo per il sarcofago di Aneroesto Mattei (tenente caduto nel 1918), opera di Giannino Castiglioni.

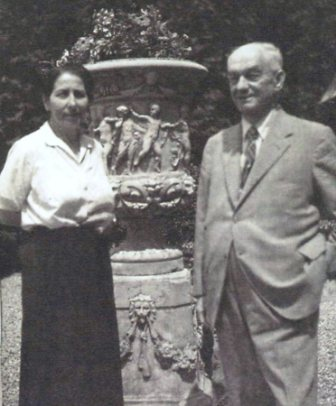
Enea Mattei con la moglie Sandra Bruni in una foto degli anni '50. Da Enea Mattei e Morbegno, di Giulio Perotti (1995).

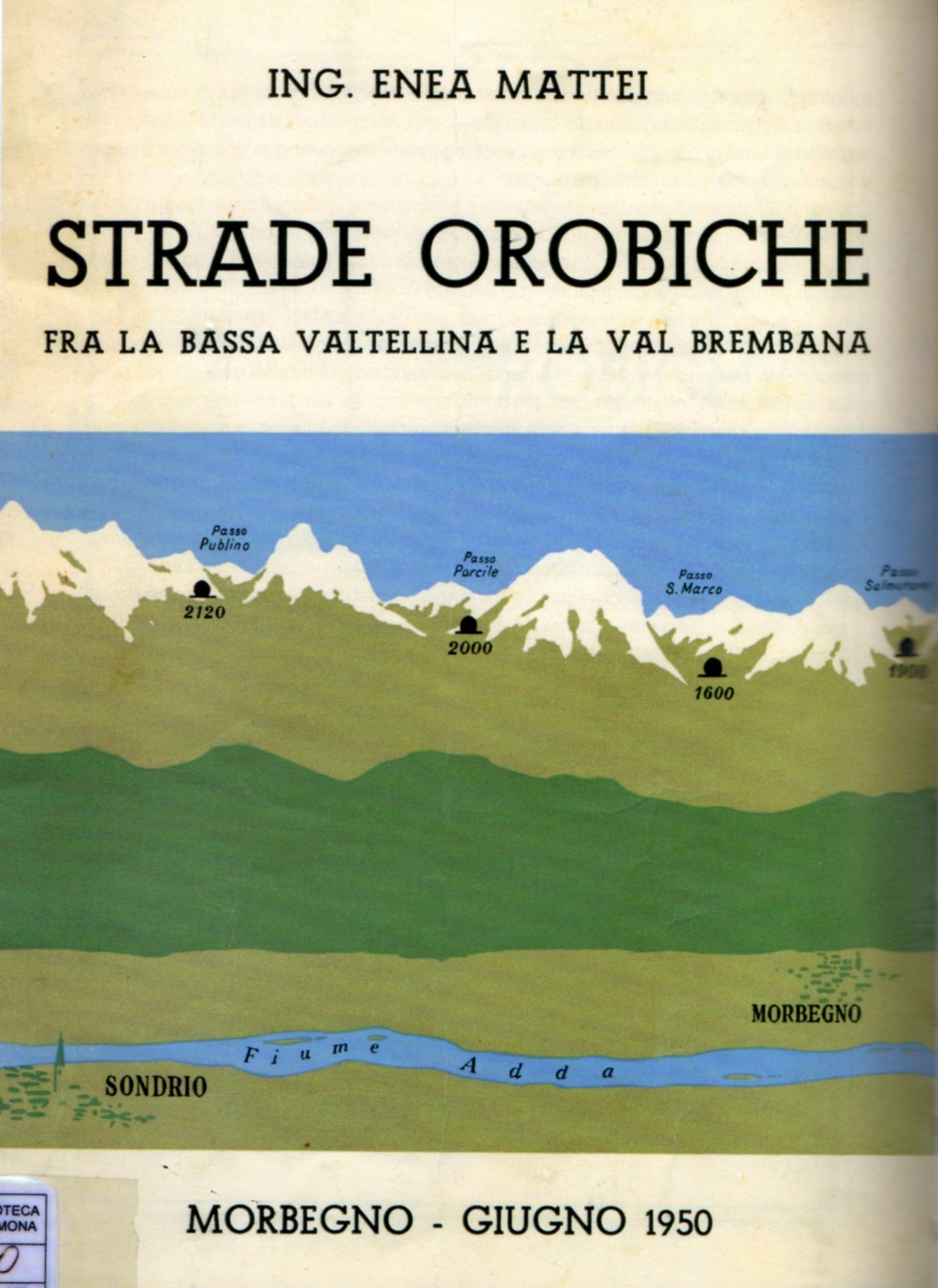
Studio dell'Ing. Mattei pubblicato dall'allora Società "anonima" Promor in Morbegno, 1950.

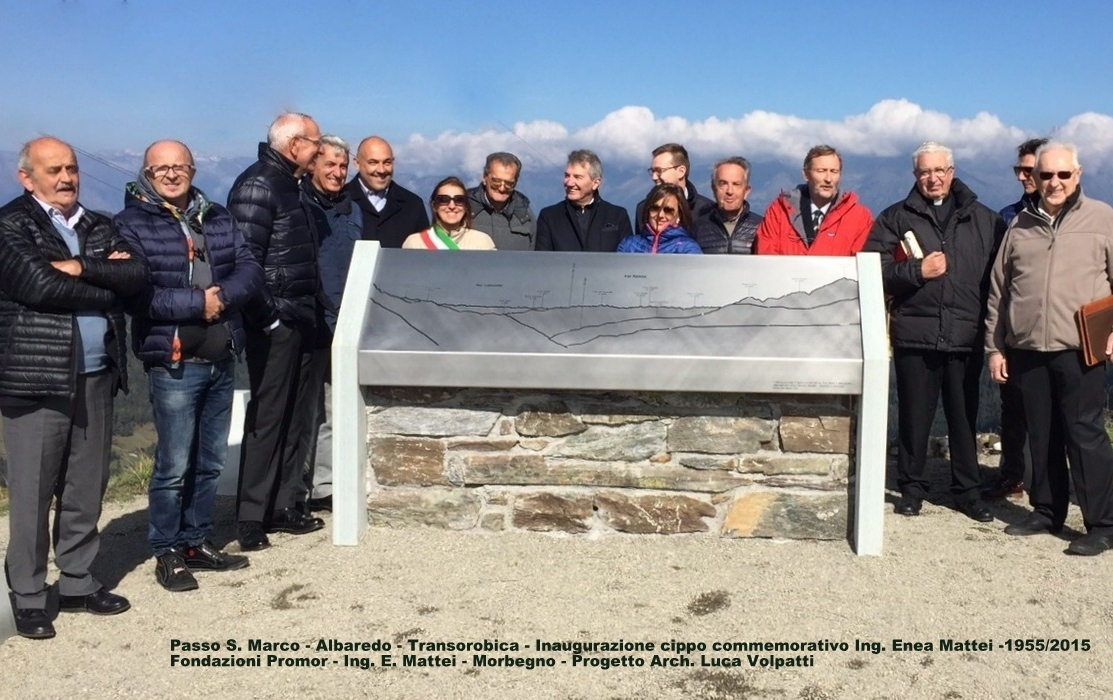
Cippo commemorativo dell'ingegner Mattei al Passo di San Marco: inaugurazione nel sessantesimo dalla scomparsa (2015).

La madre Rosa, insegnante, avrebbe garantito ai figli Aneroesto (1886), Enea ed Umberto (1896) un'istruzione superiore.
Dopo gli studi presso il Collegio Gallio di Como, Mattei riesce a conseguire la laurea all'Università di Bologna nel 1912. Partecipando al conflitto come ufficiale, ha l'opportunità di seguire a Torino il corso del Genio militare dedicato all'uso dei compressori d'aria, specializzazione che sarà determinante per il suo futuro di imprenditore. Nel 1919 infatti, al termine del conflitto e nonostante la difficile situazione economica italiana, lascia l'impiego di ingegnere del Genio civile a Sondrio per iniziare in una piccola officina di Milano un'attività in proprio nel settore dell'aria compressa ad uso industriale. Sposa il 13 gennaio 1927 la giovane veronese Sandra Bruni, laureata in matematica e donna di grande valore.
La modesta fabbrica degli inizi conosce uno sviluppo talmente rapido nella progettazione e produzione di compressori e, dal 1934, di motocompressori Diesel che, fra 1938 e 1940, viene aperto a Milano un nuovo stabilimento, più ampio, e a Monza viene acquistata una fonderia di ghisa. Con i suoi 180 dipendenti l'azienda Mattei ha ormai assunto un ruolo fondamentale nel panorama nazionale del settore e, con lo scoppio della seconda guerra mondiale, si aggiungeranno anche le commesse governative. Nel secondo dopoguerra Enea Mattei intuisce l'importanza di trovare nuovi sbocchi commerciali alla sua impresa nei mercati esteri, una politica che troverà piena attuazione solo dopo la sua morte (1955) con l'apertura di filiali in Gran Bretagna, Stati Uniti, Francia e Germania, incrementate nel XXI secolo con quelle in Spagna, Russia, Singapore e Cina. Leader del mercato italiano, la società Mattei esporta oggi una quota superiore al 50% della propria produzione, attuata nei due stabilimenti di Vimodrone (dal 1966) e Verdello-Zingonia (dal 1981).
Sempre molto legato alla natia Morbegno, dove torna spesso interessandosi ai problemi locali nonostante gli impegni della sua intensa attività, Enea Mattei individua la causa principale delle difficoltà dei ragazzi della zona ad accedere e ad emergere nel mondo del lavoro nella carenza di studi superiori. Nel proprio testamento destina pertanto somme cospicue a creare la "Fondazione Enea Mattei" che attualmente, oltre ad assegnare diverse borse di studio, a partire dalle scuole secondarie di secondo grado sino a percorsi di specializzazione post laurea, fornisce per la durata degli studi strutture abitative a Milano a canone agevolato, a favore di studenti universitari di Morbegno. Per sua volontà metà del lascito viene parallelamente devoluta ad una seconda Società (poi Fondazione) denominata Promor con lo scopo di contribuire allo studio, ideazione, progettazione e realizzazione di opere pubbliche a beneficio della città di Morbegno. Due tra queste furono, tra l'altro, il collegamento con la valle di Albaredo per San Marco, attraverso la quale Mattei ha da sempre visto la possibilità di un proficuo collegamento con il territorio della provincia di Bergamo attraverso il Passo di San Marco, e la nuova strada di collegamento per il comune di Tartano.
Attraverso la neonata Società Promor (costituita nel '43) parecchi furono i contributi anche a livello progettuale a favore della realizzazione delle due arterie nel cui studio, proprio per volontà di Mattei, venne coinvolto uno dei più validi progettisti stradali dell'epoca - l'ingegner Aimone Jelmoni, allora Ordinario al Politecnico di Milano. In particolare poi Mattei giunse, a nome della Società Promor stessa, a realizzare uno studio sulla strada di valico che, attraverso il Passo di San Marco, collegasse la valle del Bitto con la bergamasca Val Brembana (tracciato già privilegiato dalla Repubblica di Venezia nel XVI secolo con la realizzazione della famosa Via Priula).

1977: posa della prima pietra del nuovo Collegio "Enea Mattei", poi "Collegio Nuovo" in Pavia.

Dopo la sua morte, la moglie Sandra non solo ne prosegue l'attività imprenditoriale ma ne porta anche a compimento il progetto di mecenatismo sociale nell'istruzione e nella cultura. Per sua iniziativa (Fondazione "Sandra Bruni") viene istituita la Sezione femminile del Collegio Ghislieri di Pavia e creata la Fondazione "Sandra ed Enea Mattei", che realizza a Pavia il Collegio Nuovo per le studentesse universitarie, in seguito tra i primi collegi universitari "di merito" ad essere riconosciuto dal Ministero dell'Istruzione, dell'Università e della Ricerca, con decreto del Presidente della Repubblica Sandro Pertini.
Nella sua maturità, fine anni '30, Enea Mattei volle ricordare i suoi defunti mediante la realizzazione di una grandiosa cappella nella celebrazione monumentale dei suoi fratelli Aneroesto, il maggiore, e Umberto, il minore, entrambi caduti nella Grande guerra del 1915-1918. La realizzazione fu affidata al già celebre artista milanese Giannino Castiglioni, che nel cimitero di Morbegno realizzò un complesso monumentale considerato ancor oggi il complesso statuario più imponente dell'intera provincia di Sondrio.

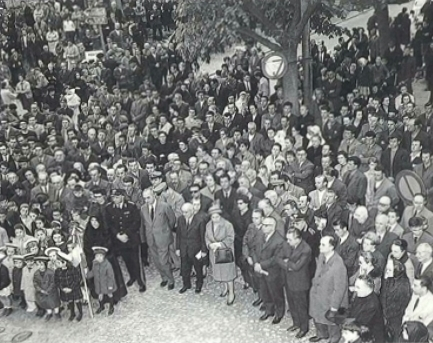
Morbegno, 1965: inaugurazione della lapide commemorativa dell'ingegner Mattei nel decennale della scomparsa, nella piazza a lui dedicata (da Enea Mattei e Morbegno di Giulio Perotti, 1995).

## Riconoscimenti

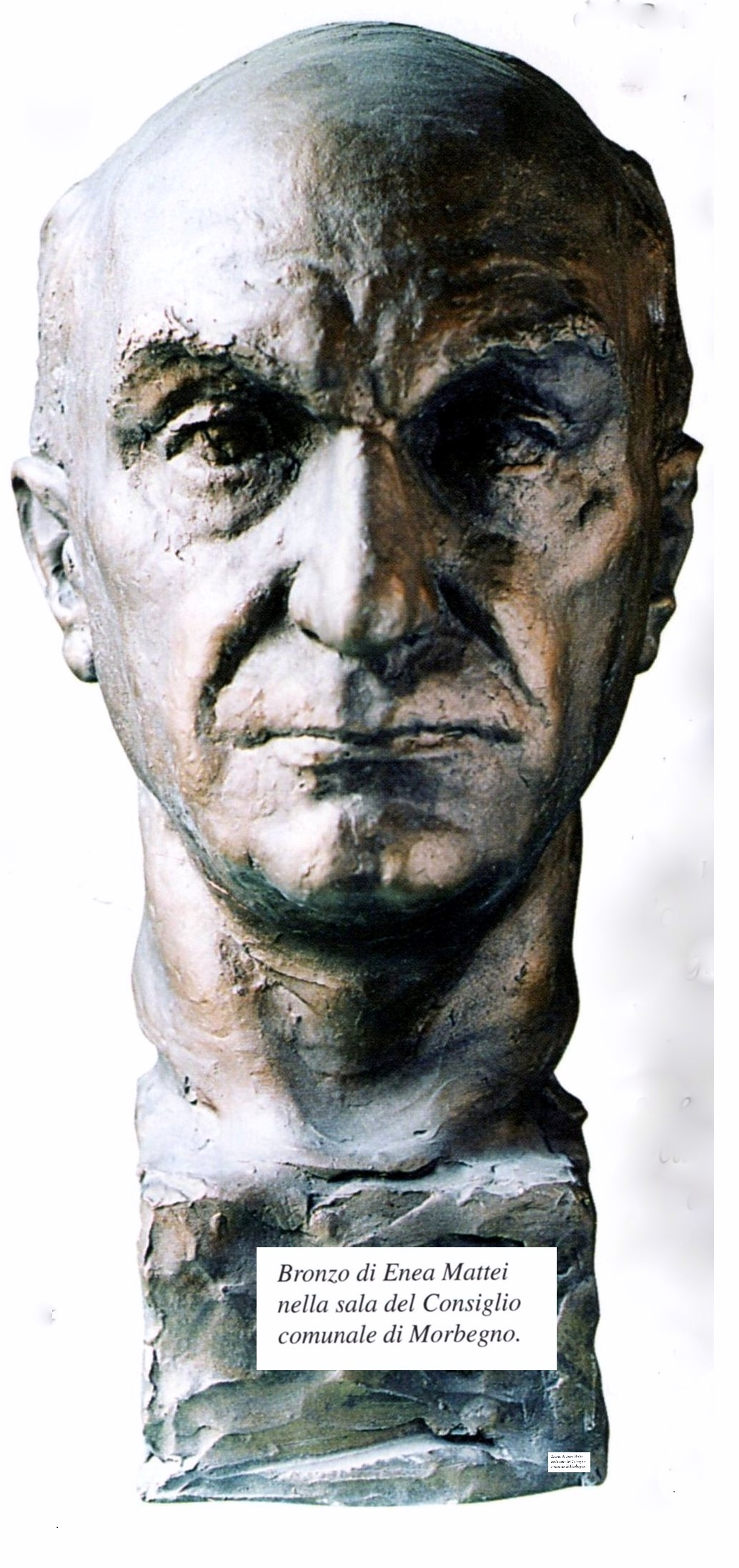
L'originale del busto fu realizzato per la tomba di famiglia dall'architetto Giannino Castiglioni.

A Enea Mattei il comune di Morbegno ha dedicato una piazza cittadina e il Palazzo dello Sport.
Anche a Sondrio gli è stato intitolato l'Istituto Tecnico Industriale di Stato.